# Хикарильянский апаче
Хикарильянский апаче (Jicarilla Apache) — восточный южноатабаскский язык, на котором говорит народ апачей хикарилья, которые проживают на статистически обособленной местности Далси на севере штата Нью-Мексико в США. По состоянию на 2012 год, этот язык рассматривается как «серьёзно вымирающий».